# 곡성군·구례군
곡성군·구례군은 대한민국의 옛 국회의원 선거구이다. 당시 전라남도 곡성군과 구례군 지역을 관할했다.

## 역사
제14대 국회의원 선거를 앞두고 선거구 조정이 일어나면서 곡성군과 구례군이 하나의 선거구를 이루게 됨에 따라 신설되었다.
제16대 국회의원 선거를 앞두고 실시된 선거구 조정으로 곡성군은 신설되는 담양군·곡성군·장성군 선거구를 이루게 되고 구례군은 신설되는 광양시·구례군 선거구를 이루게 됨에 따라 폐지되었다.

## 역대 국회의원
| 선거   | 정당 | 정당           | 의원   |
| ------ | ---- | -------------- | ------ |
| 1992년 |      | 민주당         | 황의성 |
| 1996년 |      | 새정치국민회의 | 양성철 |

## 역대 선거 결과

### 대한민국 제14대 국회의원 선거
|  | 71.05% |

|  | 14.48% |

|  | 14.46% |

### 대한민국 제15대 국회의원 선거
|  | 70.37% |

|  | 15.08% |

|  | 12.72% |

|  | 1.81% |